# Katelyn Ohashi
Katelyn Michelle Ohashi (Seattle, 12 aprile 1997) è un'ex ginnasta statunitense, quattro volte campionessa junior ai Visa Championship 2011 e vincitrice dell'American Cup nel 2013. Era allenata da Valerij Ljukin presso la WOGA, società di cui facevano parte le campionesse olimpiche Carly Patterson e Nastia Liukin.

## Carriera Junior
Inizia a praticare la ginnastica artistica seguita dall'allenatore Al Fong presso la GAGE (Great American Gymnastics Express) di Blue Springs. Debutta in una competizione nazionale durante le Olimpiadi Nazionali Juniores di Livello 10, dove arriva prima al corpo libero, seconda a pari merito alle parallele asimmetriche, quarta nel concorso generale individuale e settima al volteggio.
La sua prima competizione nazionale da élite sono i 2009 CoverGirl Classic di Des Moines, Iowa, dove arriva seconda al corpo libero, quinta a pari merito alla trave e nona nella classifica generale junior. Questi risultati le permettono di qualificarsi per i Campionati Nazionali (Visa Championship) di Dallas, Texas. Qui vince un'altra medaglia d'argento al corpo libero, arriva sesta alla trave e decima nel concorso individuale. Viene scelta per far parte della squadra nazionale del 2009-2010.
Alla fine del 2009, Katelyn si trasferisce a Plano nel Texas per potersi allenare con l'atleta e allenatore olimpionico Valerij Ljukin presso la WOGA (World Olympic Gymnastics Academy).

### 2010: Primi successi Nazionali e Internazionali
Ai CoverGirl Classic di Chicago, Katelyn vince la medaglia d'argento nel concorso generale individuale, alle parallele asimmetriche, alla trave e al corpo libero. Inoltre, si classifica ottava al volteggio.
Durante i Visa Championship svoltisi ad Hartford, Connecticut, vince il titolo alle parallele e diventa vice-campionessa individuale. Si posiziona quarta al corpo libero, quinta alla trave e settima al volteggio.
L'ultima importante competizione della stagione è il Bumbo Cup di Pretoria, Sudafrica. Qui, Katelyn vince la medaglia d'oro nel concorso generale individuale, al corpo libero e al volteggio; l'argento alle parallele e alla trave.

### 2011-2012: Campionessa Nazionale
La prima competizione internazionale dell'anno è il Trofeo Città di Jesolo, dove Katelyn vince l'oro insieme alla squadra americana. Inoltre, arriva prima al corpo libero, seconda alle parallele asimmetriche, terza nel concorso individuale, quarta alla trave e quinta al volteggio.
Ai CoverGirl Classic di Chicago, arriva prima insieme a Kyla Ross alle parallele asimmetriche (15.000), seconda alla trave (14.950) e terza nel concorso generale individuale (57.950), dietro alla Ross e a Lexie Priessman. Questi ottimi risultati le permettono di qualificarsi per i Visa Championship tenutisi in agosto. Qui Katelyn vince il titolo nazionale con un complessivo di 120.950 (il risultato è ottenuto sommando i punteggi di due giornate di gara). Vince inoltre il titolo alle parallele asimmetriche (30.150), alla trave e al corpo libero (30.050). Al volteggio esegue uno Yurchenko con doppio avvitamento e arriva quarta (29.700).
Dal 16 al 18 marzo 2012 partecipa ai Pacific Rim Championships di Seattle. In totale vince 5 medaglie d'oro: nel concorso individuale, nel concorso a squadre, al corpo libero, alla trave e alle parallele asimmetriche. Una settimana dopo prende parte al Trofeo Città di Jesolo dove vince la medaglia d'oro insieme alla squadra statunitense.
A giugno partecipa ai Visa Championship dove diventa campionessa nazionale a parallele e vicecampionessa a trave e corpo libero.

## Carriera senior

### 2013: American Cup
La Ohashi compete all'American Cup nel mese di marzo. Vince il concorso individuale e l'oro alla trave, classificandosi seconda al volteggio e alle parallele e terza al corpo libero. 
In marzo viene annunciata la sua partecipazione con la squadra americana senior al Trofeo Città di Jesolo. Viene però poi rimossa dalla squadra a causa di un dolore alla spalla. Nel mese di aprile affronta un intervento alla spalla. Più tardi sempre in primavera, si iscrive alla UCLA. 
Avendo saltato i Nazionali e i Campionati del mondo per riprendersi dall'intervento, molti fan credevano che la Ohashi avesse deciso di ritirarsi dallo sport, di cambiare palestra o di abbandonare il livello élite per tornare al livello 10 prima di passare alla UCLA. Più tardi la Ohashi pone fine a tali voci, dichiarando pubblicamente di non essersi ritirata e che avrebbe continuato ad allenarsi alla WOGA, ma che avrebbe cambiato allenatore. Inizia a lavorare infatti con Laurent e Cecile Landi. Tuttavia alla fine dell'anno subisce ulteriori infortuni che non le permettono di gareggiare fino al 2015.
Nel 2015 si iscrive alla UCLA e comincia a gareggiare in NCAA.